# Cadillac Series 70
Cadillac Series 70 (модели 70 и 75) — серия легковых автомобилей с V-образным двигателем, выпускавшаяся Cadillac с 1930 по 1950-е годы. Она сменила основную модель компании — 355-D 1935 года.
Серия 67 отличалась от 75 только более длинной колёсной базой (139") и выпускалась только в 1941—1942 годах. Серия 80 (модели 80 и 85) являлась аналогом машин серии 75, но использовала двигатель V12. Модель 80 выпускалась только в 1936 году, а 85 — до 1937 года. В 1938 году серия 70 с короткой колёсной базой была заменена серией 60, в то время как модель с длинной колёсной базой стала частью серии Fleetwood.

## 1936—1937

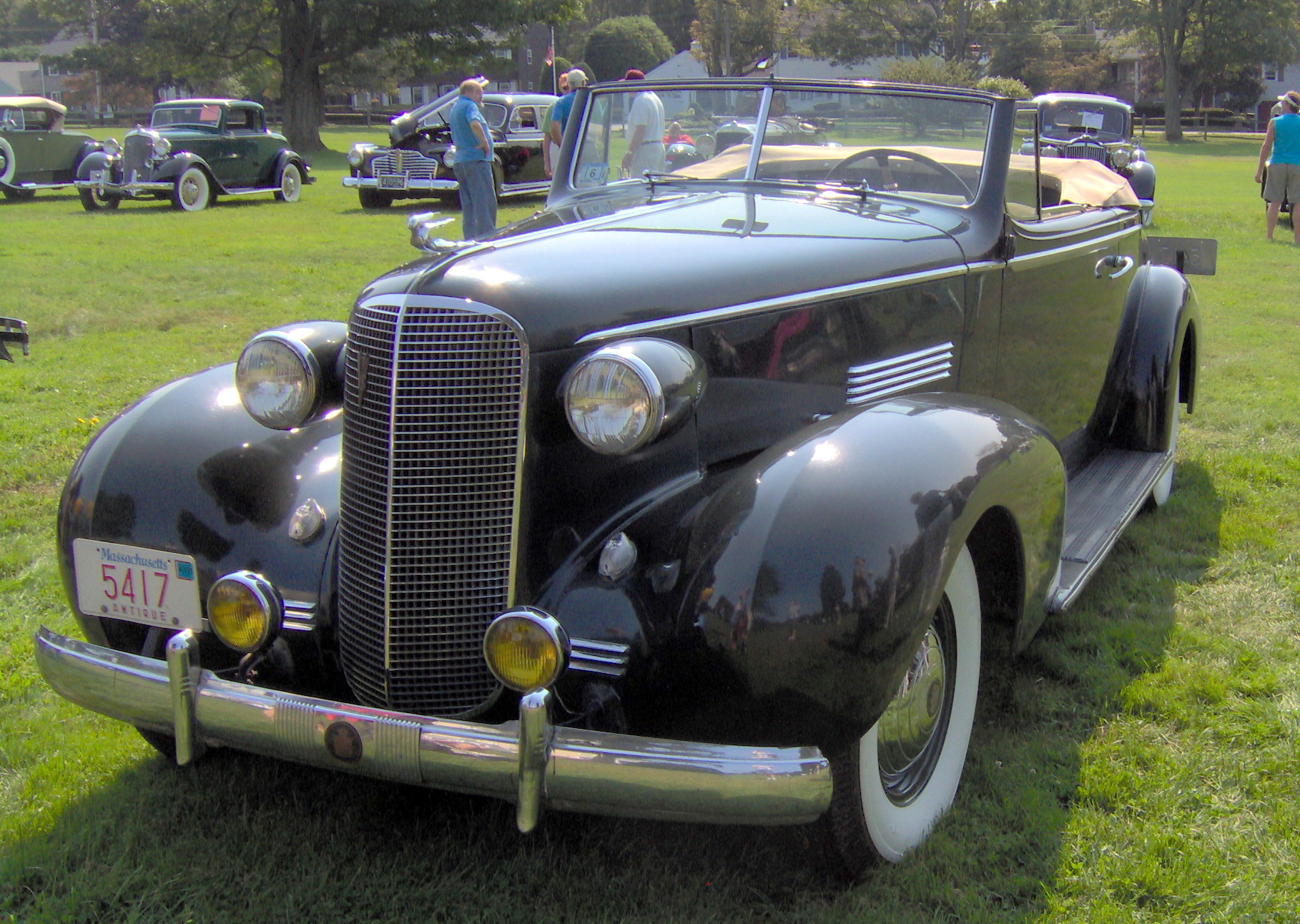
1937 Cadillac Series 70 Convertible Coupe

Автомобиль меньшего размера оснащался моноблочным двигателем V8, более крупные получили двигатель рабочим объёмом 5,7 л, мощностью 135 л. с. (101 кВт). Высокая цена (2500$) ограничивала продажи. В 1936 году было продано 5248 машин. Серия 70 была доступна в трёх базовых моделях:
- 36-70 — колёсная база 3327 мм, длина 5239 мм
- 36-75 — колёсная база 3505 мм, длина 5423 мм
- 36-75 Commercial — колёсная база 3962 мм, длина 5423 мм

Все три модели имели одинаковую трансмиссию и 3-ступенчатую коробку передач. В 1937 году произведено незначительное изменение формы кузова. Серия 80 (модели 80 и 85) были идентичным моделям 70 и 75 соответственно, но с двигателем V12 и выпускались только в 1936 и 1937 годах. Мощность двигателя составляла 150 л. с. (112 кВт).

## 1938—1940

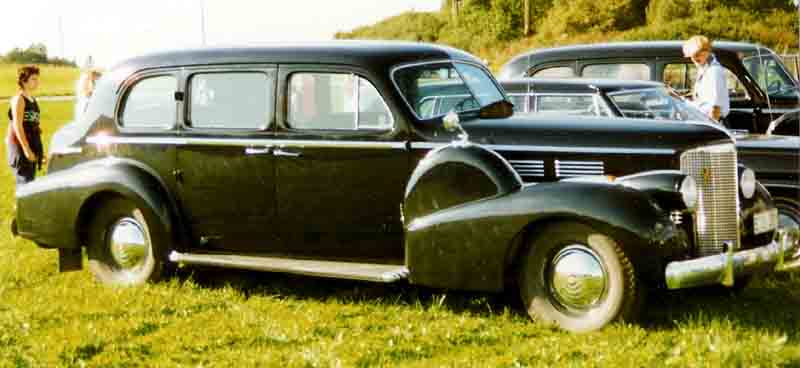
1938 Cadillac 75 Imperial Touring Limousine

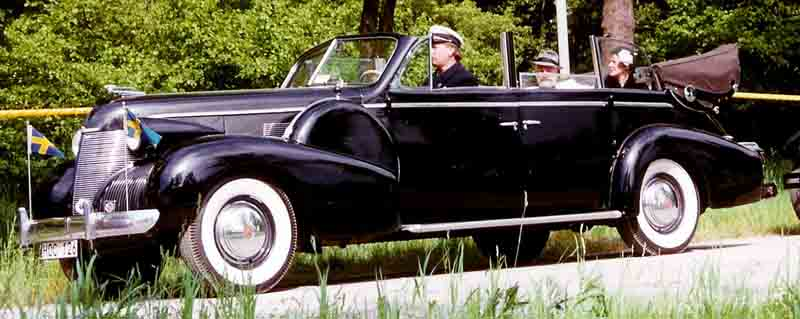
Cadillac Series 75 Convertible Sedan 1939 года

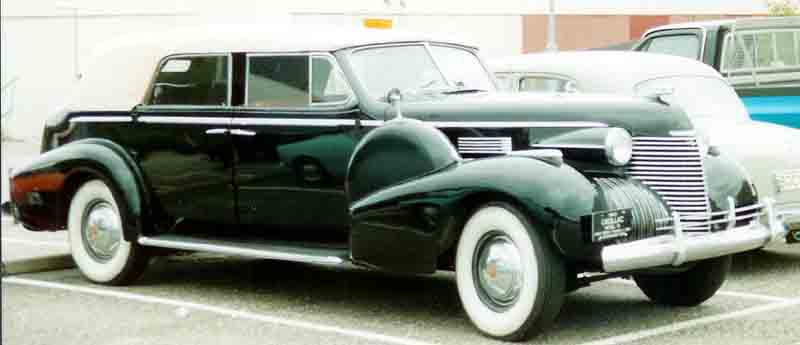
Cadillac Series 75 Convertible Sedan 1940 года

В 1938 году серия 75 выпускалась с кузовом серии Fleetwood с колёсной базой 3600 мм и была доступна в вариациях седан, «Imperial», и «Formal Sedan». Все Кадиллаки оснащались тем же самым V8-двигателем, хотя двигатель серии 75 имел мощность 140 л. с. (104 кВт), в отличие от двигателя мощностью 135 л. с. (104 кВт), устанавливаемого на остальные модели. Серия 72 1940 года была несколько меньшей по размеру, нежели 75. Она также имела кузов серии Fleetwood и размер колёсной базы 3500 мм.

## 1941—1949

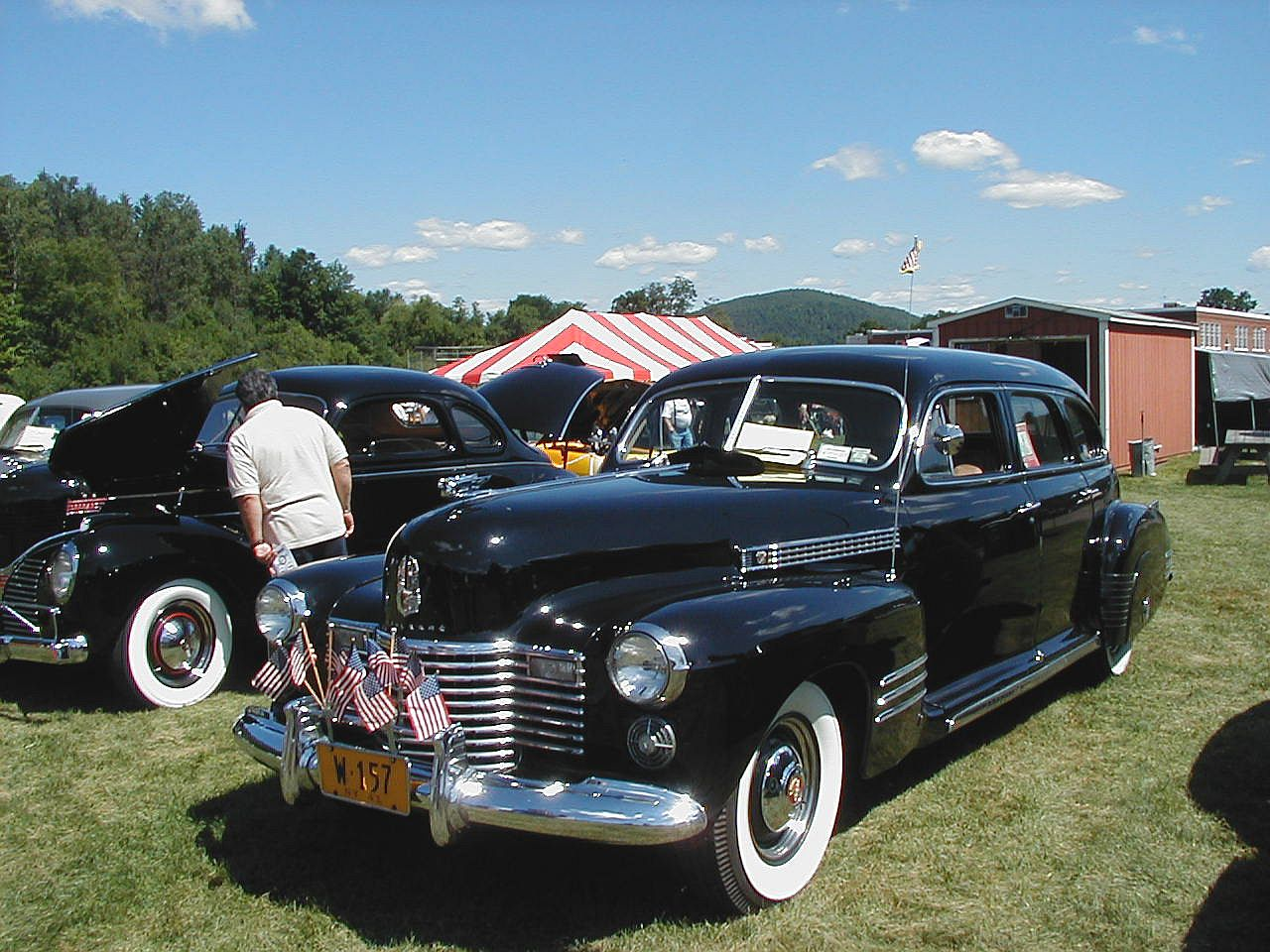
1941 Cadillac Limousine

В 1941 году колёсная база была уменьшена до 3454 мм, мощность двигателя при этом возросла до 150 л. с. (112 кВт).
После окончания Второй мировой войны серия 75 являлась самой большой по размеру моделью Кадиллака — размер колёсной базы составил 3500 мм, двигатель V8, используемый другими моделями. В 1949 году был выпущен новый двигатель Cadillac OHV V8, имевший мощность 160 л. с. (119 кВт). Машины серии 67 1941-42 годов были несколько длиннее — колёсная база 3530 мм.
Эта модель присутствует в компьютерной игре Mafia 2 под названием Lassiter Series 75.

## 1950—1953

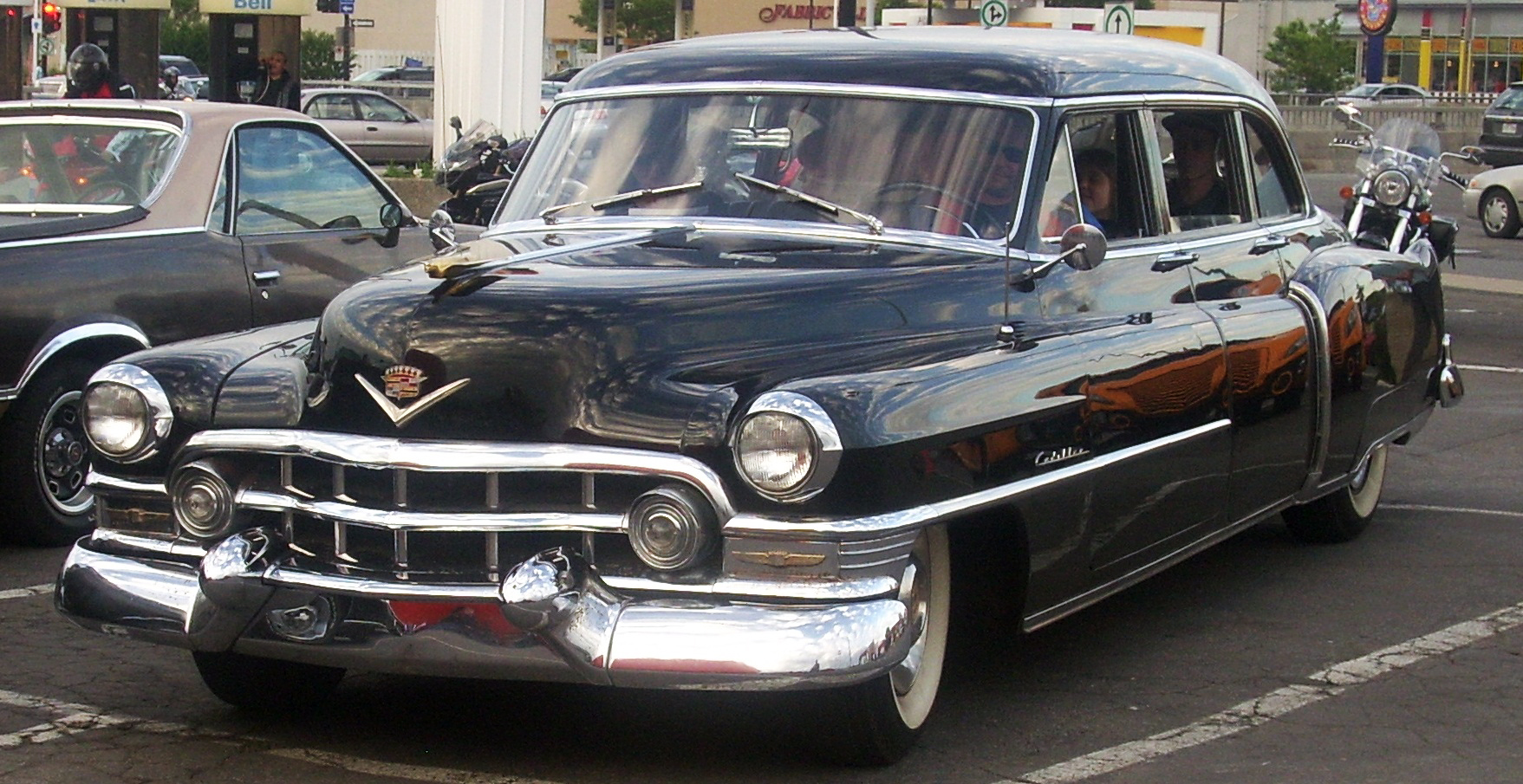
Cadilac Fleetwood 75 1952 года

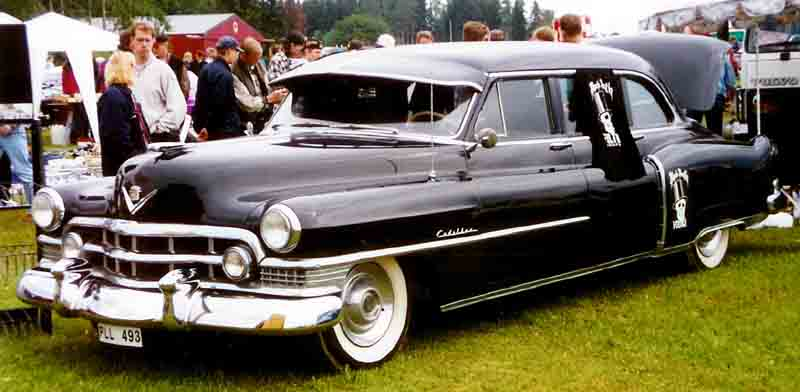
1951 Cadillac Fleetwood 75

В 1950 году серия 75 отказалась от довоенного дизайна. Новые автомобили имели колёсную базу 3727 мм, 7-местный кузов с откидными сиденьями, двигатель мощностью 190 л. с. (142 кВт). Форма «клыков» на бампере в дальнейшем была заимствована у шоу-кара Le Sabre 1951 года.

## 1954—1958

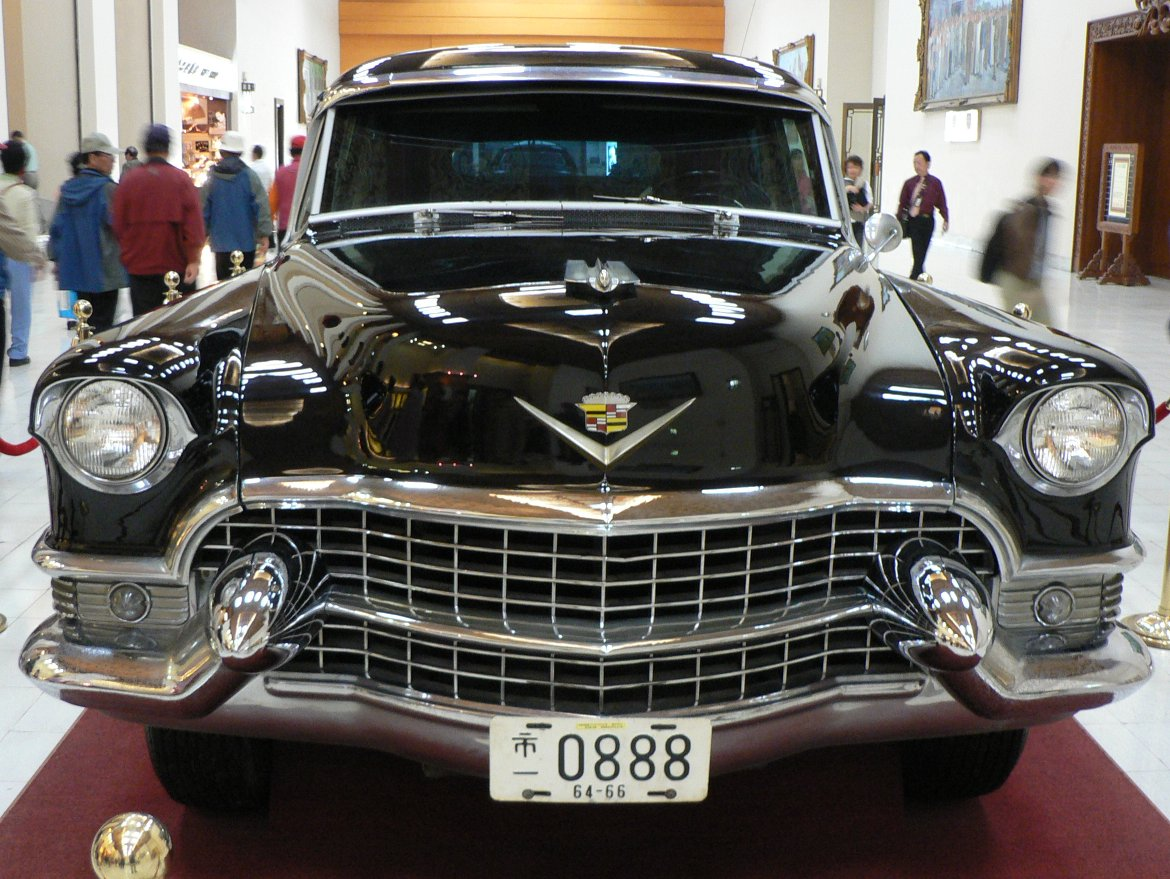
Cadillac CKS

Размер колёсной базы — 3805 мм (1954), двигатель мощностью 230 л. с. (172 кВт), годом позже — 250 л. с. (186 кВт). Опционально устанавливалось четыре карбюратора, повышавших мощность до 270 л. с. (201 кВт). В 1956 году двигатель увечил мощность с 285 до 305 л. с. (с 213 до 227 кВт).
В 1957 году кузов серии 75 подвергся рестайлингу. Мощность двигателя теперь составляла от 300 до 325 л. с. (224 и 242 кВт соответственно). Название «серия 75» постепенно прекращает использоваться для «больших» Кадиллаков, мощность двигателя повышается до 325 л. с. (242 кВт).

## 1959—1976
В соответствии с новой схемой выпуска, в 1960 году Fleetwood становится серией 6700. В 1960 рестайлинг, новый двигатель 1963 года. В 1964 году мощность двигателя составила 340 л. с. (254 кВт).

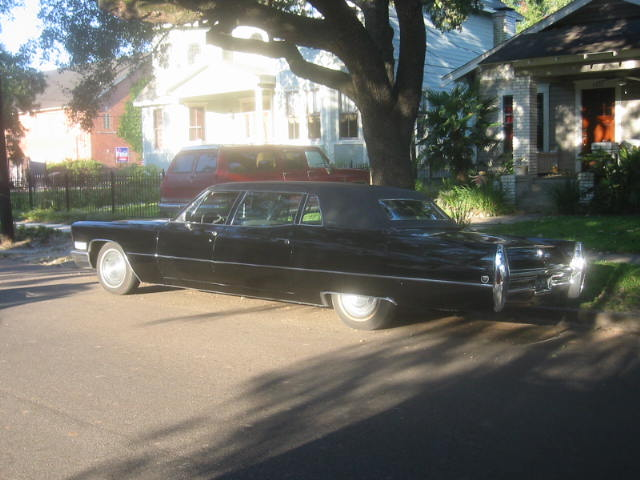
1968 Cadillac Fleetwood Series 75 Limousine

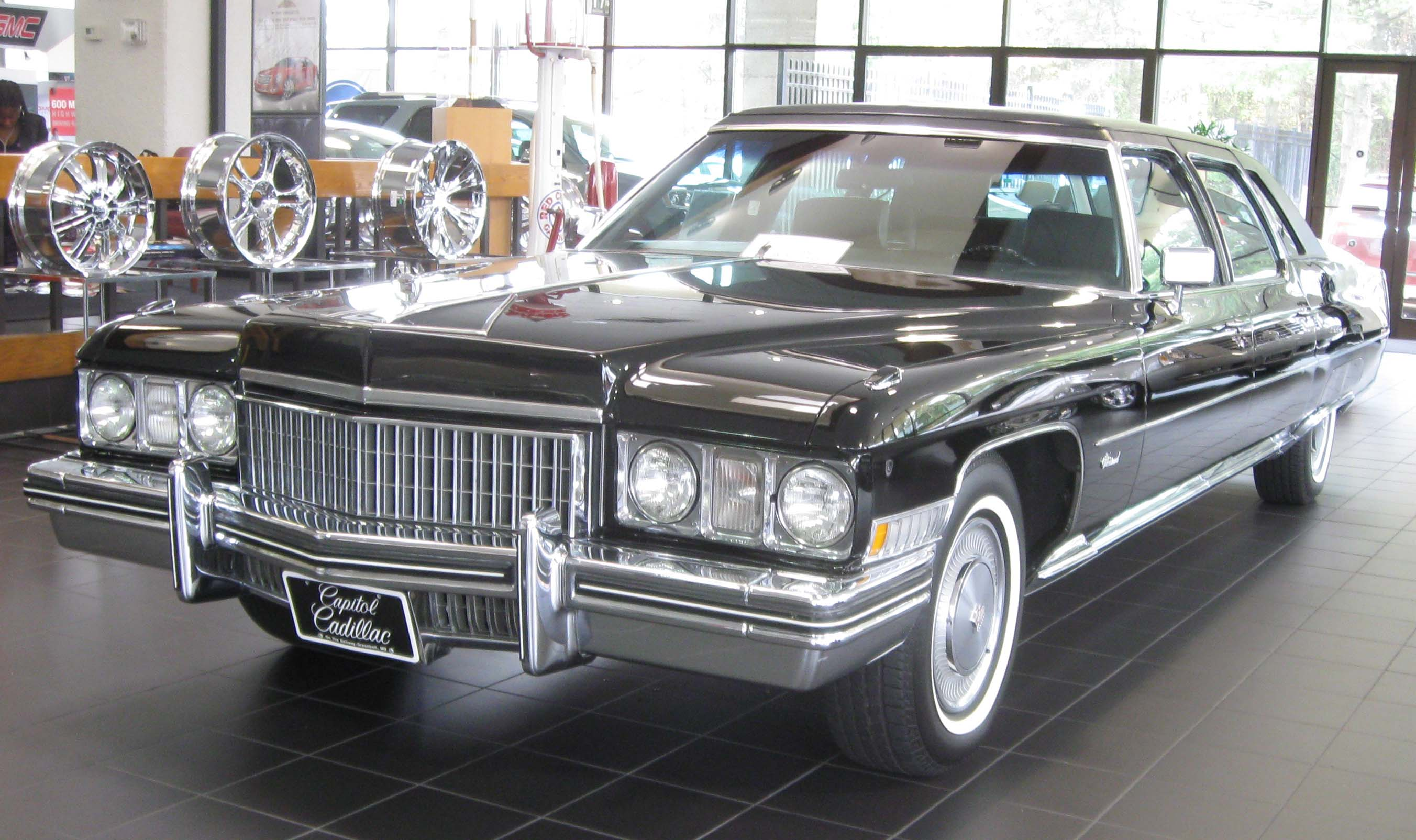
Cadillac Fleetwood 75 1973 года